# Бобер (притока Ужа)
Бобе́р — річка в Україні, в межах Поліського району Київської області. Права притока Ужа (басейн Дніпра). 

## Опис
Довжина 31 км, площа водозбірного басейну 162 км². Похил річки 1,4 м/км. Долина коритоподібна, місцями заболочена, завширшки 2 км. Заплава заболочена. Річище завширшки пересічно 2 м. Стік річки зарегульований ставками комплексного призначення. Використовується на потреби рибництва та водопостачання. 

## Розташування
Бобер бере початок біля села Вовчків. Тече переважно на північ (місцями на північний схід), впадає до Ужа на південь від села Мартиновичі. 